# シュヴァルツァハ (オーデンヴァルト)
シュヴァルツァハ (ドイツ語: Schwarzach, ドイツ語発音: [ˈʃvart‿sax]) は、ドイツ連邦共和国バーデン＝ヴュルテンベルク州ネッカー＝オーデンヴァルト郡に属す町村（以下、本項では便宜上「町」と記述する）で、州内でよく知られた保養地である。

## 地理
シュヴァルツァハは、クライヒガウを見渡すオーデンヴァルト（「小オーデンヴァルト」）の南端、ネッカータール＝オーデンヴァルト自然公園内に位置する。北はライン＝ネッカー郡に接する。森林面積は48%近くに及ぶ。
この町は、ウンターシュヴァルツァハ区とオーバーシュヴァルツァハ区からなり、その間にシュヴァルツハー・ホーフが位置する。この3つの地区をシュヴァルツァハ川が流れている。

## 歴史
シュヴァルツァハは、1143年に初めて文献上に記録されている。1823年には、それまで一つの町であったウンターシュヴァルツァハとオーバーシュヴァルツァハとが分離された。19世紀中頃に、経済的理由から人口の1/3が北アメリカに移住した。1972年に両シュヴァルツァハは再び合併した。

## 行政

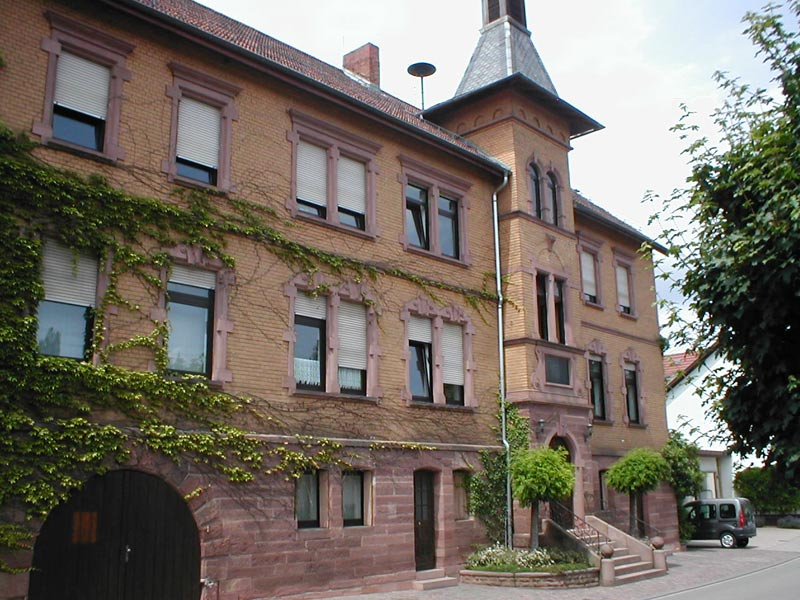
シュヴァルツァハの町役場

### 議会
この町の議会は14議席からなる。

### 紋章
銀（白）地に、3つ（上に1つ、下に2つ）の赤いリンゴの実を付けた、縦帯状に配置された葉をつけた緑の枝。

## 文化と見所

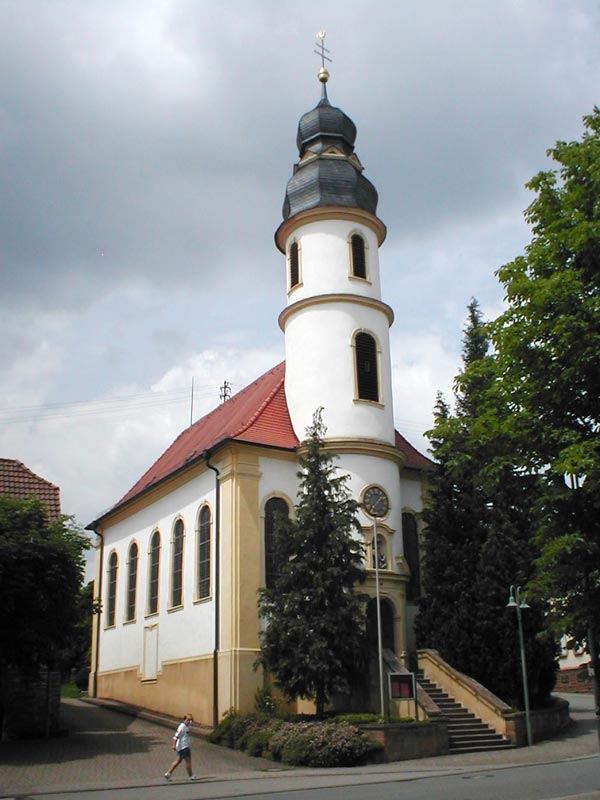
ウンターシュヴァルツァハのカトリック教会

- シュヴァルツァハの水城（城館）は、中世の水城（城塞）に起源を有する。後にレーエンの城となり、17世紀後期にはプファルツ選帝侯のケラーライとなった。漆喰塗りの細長い主館は古い水堀の上に建っており、石橋を通って行き着くことができる。水城の堀の外側には、壁の遺構と隅塔が保存されている。現在、城は州の営林署として使われている。
- 1750年頃にバロック様式で建設されたウンターシュヴァルツァハのカトリック教会には、教会には珍しい円筒形の塔がある。プロテスタント教会は1914年にユーゲントシュティール様式で建設された。ウンターシュヴァルツァハの町役場は、1990年建造の泉を伴った城館風のレンガ建築である。オーバーシュヴァルツァハの旧村役場は、現在は企業のオフィスになっている。
- シュヴァルツァハは、木組み建築、レストラン、泉が豊富な町である。
- 戦争記念碑

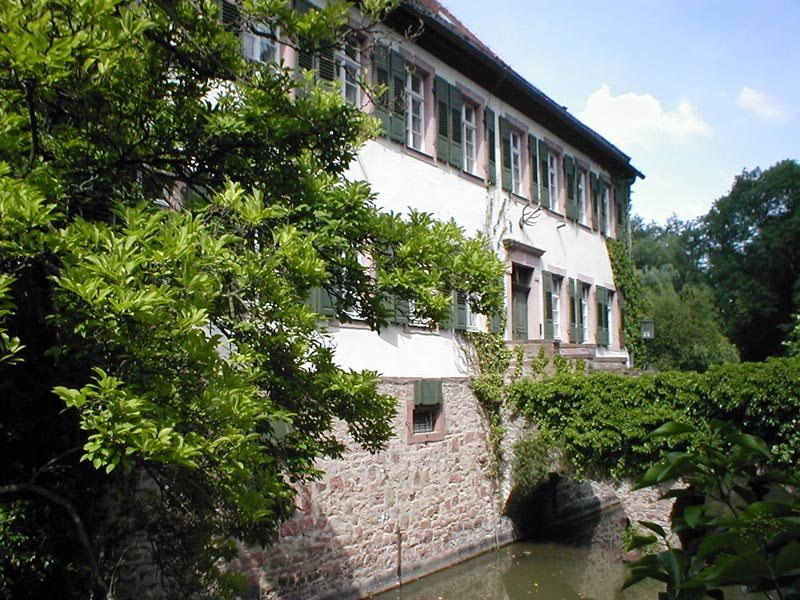
シュヴァルツァハの水城
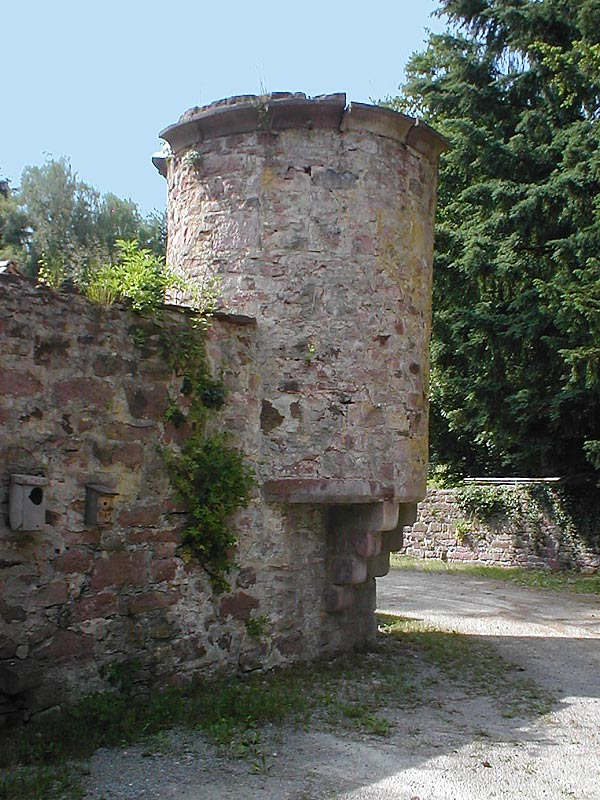
シュヴァルツァハ城の隅塔
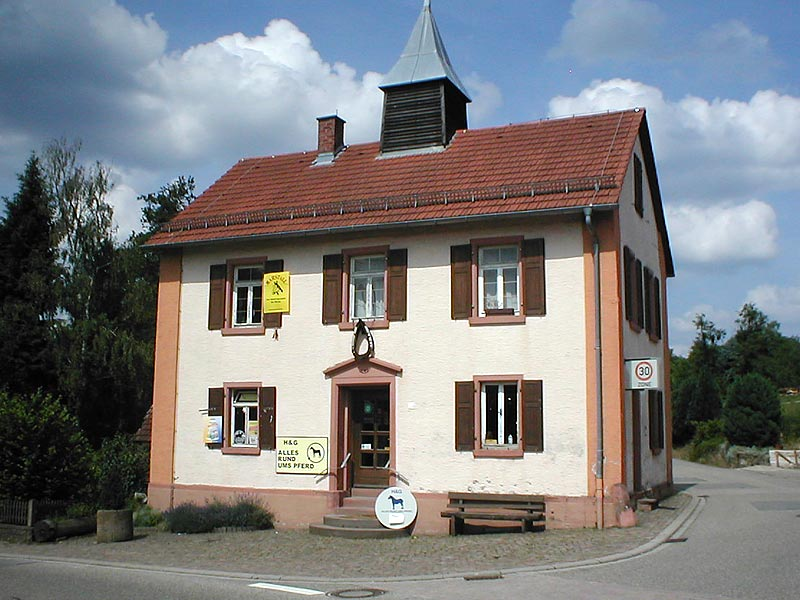
オーバーシュヴァルツァハの旧村役場
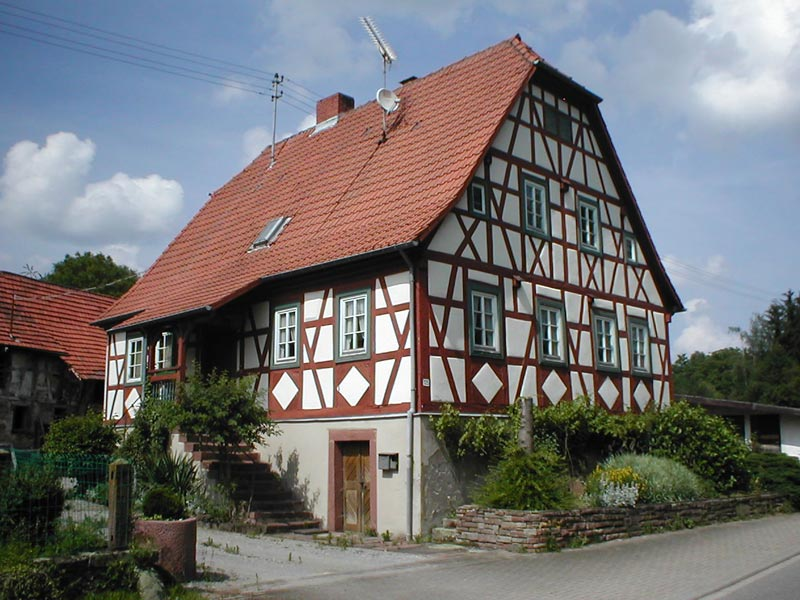
オーバーシュヴァルツァハの歴史的木組み建築（1805年建造）
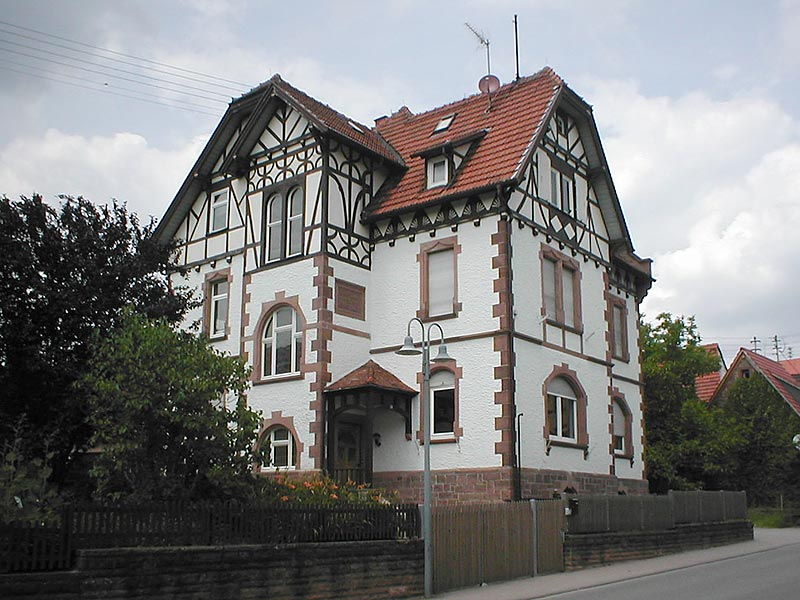
1907年建造のデーバート邸
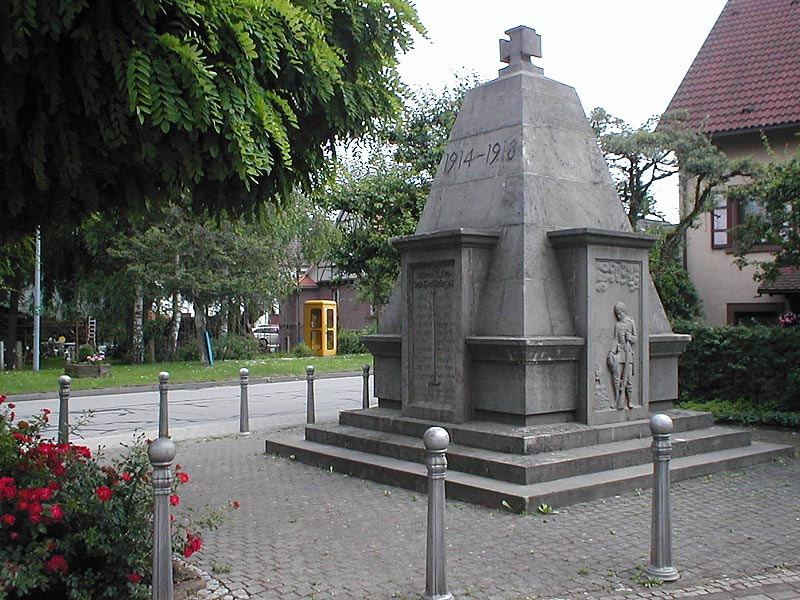
戦争記念碑

### 自然
- ウンターシュヴァルツァハのワイルドパーク

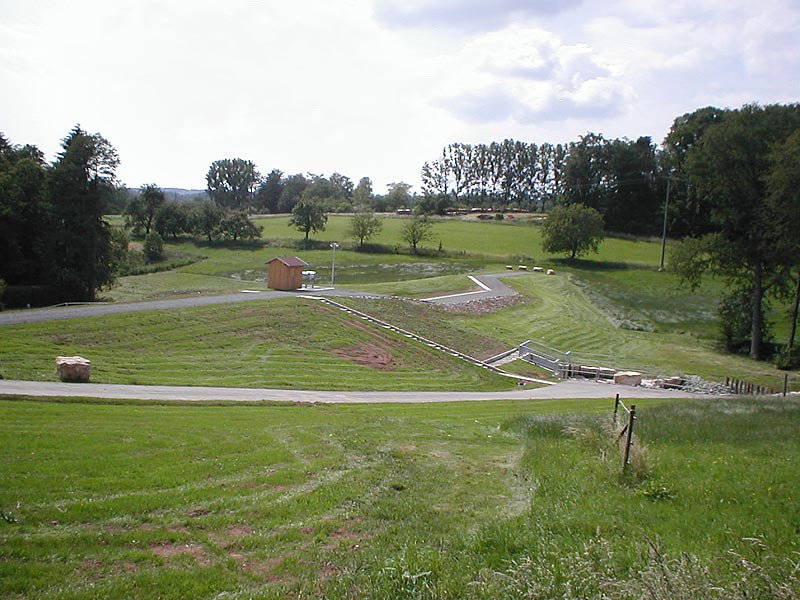
オーバーシュヴァルツァハ遊水池

- 洪水に備えて、オーバーシュヴァルツァハの上流の谷状の場所に遊水池が設けられている。

## 引用
1. ↑  Statistisches Landesamt Baden-Württemberg – Bevölkerung nach Nationalität und Geschlecht am 31. Dezember 2023 (CSV-Datei)
2. ↑  Max Mangold, ed (2005). Duden, Aussprachewörterbuch (6 ed.). Dudenverl. p. 714. ISBN 978-3-411-04066-7